# Michael Schmid (esquiador)
Michael Schmid (Frutigen, 18 de marzo de 1984) es un deportista suizo que compitió en esquí acrobático, especialista en la prueba de campo a través.
Participó en los Juegos Olímpicos de Vancouver 2010, obteniendo una medalla de oro en el campo a través.

## Medallero internacional
| Juegos Olímpicos | Juegos Olímpicos   | Juegos Olímpicos | Juegos Olímpicos |
| Año              | Lugar              | Medalla          | Prueba           |
| ---------------- | ------------------ | ---------------- | ---------------- |
| 2010             | Vancouver (Canadá) | Medalla de oro   | Campo a través   |